# Юмигахама
Юмигахама (яп. 弓ヶ浜 юмигахама) — песчаный полуостров в Японии, на северо-западе префектуры Тоттори. Отделяет Японское море на востоке (залив Михо-ван) от озера Накауми на западе. На севере пролив Сакаи отделяет его от полуострова Симане. Длина полуострова составляет 18-20 км, ширина — 1,5-6,5 км. Максимальная высота над уровнем моря составляет 16 м. Большая часть полуострова покрыта дюнами, на севере есть болотистые участки. На полуострове расположены города Сакаиминато и Йонаго.
Также называется Ёмигахама (яп. 夜見ヶ浜) и Кюхин-ханто (яп. 弓浜半島, п-ов Кюхин).